# Моника Потер
Моника Потер (енгл. Monica Potter) је америчка филмска и телевизијска глумица.

## Биографија
Моника Потер рођена је 30. јуна 1971. године у Кливленду у америчкој савезној држави Охајо као друга од четири сестре. Рођена је под именом Моника Луиз Броко (енгл. Monica Louise Brokaw) које је касније због каријере промењено у Моника Потер.
Одрасла је у строгој католичкој породици. Отац Пол био је проналазач (први изумитељ незапаљивог воска за ауто), а мајка Ненси секретарица. У дванаестој години почела је да се бави манекенством, као и снимањем реклама, а од петнаесте године почиње да се занима за глуму. У осамнаестој години остаје у другом стању са тадашњим дечком Том Потером, удаје се и добија сина (у браку са њим остала је до 1998. године и укупно имају двоје деце).
Након порођаја селе се у Лос Анђелес где покушава да дође до било какве улоге. Прва прилика јој се указала када је добила малу улогу у ТВ серији „Млади и необуздани“.
Добијала је мање улоге у телевизијским филмовима и серијама.
Прву велику запажену улогу имала је у акционом филму Летећа тамница као жена главног лика кога је тумачио Николас Кејџ.
Од тада њена каријера креће узлазном путањом, добија све више улога у филмовима познатих редитеља. Неки од партнера у филмовима били су највећи холивудски глумци: Николас Кејџ, Робин Вилијамс, Морган Фримен, Адам Сендлер, Фреди Принц млађи...).
Од 2005. године је у браку са Данијел Кристофер Алисоном, ортопедским хирургом и имају ћерку Моли. Она је вегетаријанац.